# Son Monget
Son Monget és una possessió del terme de Llucmajor, Mallorca, que confronta amb les possessions de Son Cardell, So n'Hereu, Son Vilardell i Son Monjo. Pertanyia a l'honor Gabriel Pons, conegut com a Monjo, del diminutiu d'aquest malnom familiar en prové el nom de la possessió. El 1777 era de Miquel Garcies Clar. Era dedicada a conreu de cereals i vinya.

## Construccions
Les cases de la possessió formen un bloc integrant l'habitatge humà i dependències agropecuàries, com són la pallissa, uns estables, un forn, una portassa i un colomer. De forma aïllada, al costat de les cases, hi ha una soll i portasses. L'habitatge humà es divideix en dos bucs adossats i de diferent tipologia: El buc més voluminós té dues crugies i dues altures (planta baixa i porxo). La façana principal, orientada al migjorn, presenta una disposició simètrica de les obertures. La planta baixa consta d'un portal d'arc de mig punt amb llindar, dovelles i carcanyols. Al seu costat hi ha un finestró i al nivell del terra una finestra quadrangular. El porxo presenta tres finestres allindanades. La coberta exterior és de dos aiguavessos i teula àrab. La cornisa és plana. Com a instal·lacions hidràuliques hi ha un aljub i una cisterna aïllats.